# Celon Pharma
Celon Pharma S.A. – polskie przedsiębiorstwo branży farmaceutycznej z siedzibą w Kiełpinie w gminie Łomianki. Celon Pharma S.A. jest zintegrowaną firmą farmaceutyczną prowadzącą zaawansowane badania naukowe i wytwarzającą nowoczesne leki. Prowadzi badania nad innowacyjnymi farmaceutykami o potencjalnym zastosowaniu w leczeniu nowotworów, chorób neurologicznych, cukrzycy i innych schorzeń metabolicznych.

## Historia
Celon Pharma S.A. powstała z przekształcenia, działającej od 2002 r. spółki Celon Pharma Sp. z o.o. Jej założycielem był Maciej Wieczorek. Jest zintegrowaną firmą biofarmaceutyczną zajmującą się badaniami, rozwojem, wytwarzaniem oraz sprzedażą produktów farmaceutycznych.
Dział badawczo-rozwojowy Celon Pharma S.A. tworzy ponad 160 naukowców, spośród których 1/4 posiada tytuł doktora biologii molekularnej, farmacji lub chemii. Badania naukowe skupiają się na rozwoju innowacyjnych farmaceutyków o potencjalnym zastosowaniu w leczeniu nowotworów, chorób neurologicznych, cukrzycy i innych schorzeń metabolicznych. Środki finansowe na badania nad nowymi lekami pozyskiwane są ze sprzedaży odtwórczych produktów leczniczych, a także z funduszy unijnych uzyskanych w ramach programu Innowacyjna Gospodarka.

## Produkty generyczne
Firma produkuje i sprzedaje leki, w tym:
- Salmex (fluticasoni propionas + salmeterolum)
- Aromek (letrozol)
- Donepex (donepezil hydrochloridum)
- Ketrel (quetiapine)
- Valzek (Walsartan)

## Akcjonariat
Głównymi akcjonariuszami spółki są: Maciej Wieczorek oraz Generali PTE S.A.